# Caudeval
Caudeval é uma ex-comuna francesa na região administrativa de Languedoc-Roussillon, no departamento de Aude. Estendeu-se por uma área de 7,19 km². Em 2010 a comuna tinha 176 habitantes (densidade: 24,5 hab./km²).
Em 1 de janeiro de 2017 foi fundida com a comuna de Gueytes-et-Labastide para a criação da nova comuna de Val-de-Lambronne.